# Som en fågel utsläppt ur buren
Som en fågel utsläppt ur buren är en psalm med text och musik från 1984 av Christer Hultgren. Texten är hämtad från Psaltaren 124:7.

## Publikation
- Segertoner 1988 som nr 575 under rubriken "Att leva av tro - Glädje - tacksamhet".[1]

### Fotnoter
1. 1 2  Heinerborg, Karl-Erik; Lennart Jernestrand (1988). Segertoner melodisångbok. Stockholm: Förlaget Filadelfia. Libris 911558